# Baule (grupa etniczna)
Baule (Bawle, Baoulé, Ton, Kotoko, Baba, Po) – ludność afrykańska zamieszkująca Wybrzeże Kości Słoniowej, między rzekami Komoe i Bandama. Baule są grupą Akan posługującą się językiem tano z podgrupy języków kwa, z rodziny języków niger-kongijskich. Ich populację szacuje się na ok. 4,7 mln. Przodkowie Baule byli częścią imperium Aszanti, a obecnie są największą grupą na Wybrzeżu Kości Słoniowej. Baule są rolnikami i rzemieślnikami.